# Dicrotendipes
Dicrotendipes is een muggengeslacht uit de familie van de Dansmuggen (Chironomidae).

## Soorten
- D. adnilus Epler, 1987
- D. aethiops (Townes, 1945)
- D. botaurus (Townes, 1945)
- D. californicus (Johannsen, 1905)
- D. crypticus Epler, 1987
- D. fumidus (Johannsen, 1905)
- D. fusconotatus (Kieffer, 1922)
- D. leucoscelis (Townes, 1945)
- D. lobiger (Kieffer, 1921)
- D. lobus (Beck, 1962)
- D. lucifer (Johannsen, 1907)
- D. modestus (Say, 1823)
- D. neomodestus (Malloch, 1915)
- D. nervosus (Staeger, 1839)
- D. notatus (Meigen, 1818)
- D. pallidicornis (Goetghebuer, 1934)
- D. peringueyanus Kieffer, 1924
- D. pulsus (Walker, 1856)
- D. septemmaculatus (Becker, 1908)
- D. simpsoni Epler, 1987
- D. thanatogratus Epler, 1987
- D. tritomus (Kieffer, 1916)